# Джо Аллен, Барбара
Мэриан Барбара Хеншолл (англ. Marian Barbara Henshall, известная как Барбара Джо Аллен и Вера Вейг (англ. Barbara Jo Allen, Vera Vague), 2 сентября 1906 — 14 сентября 1974) — американская актриса.

## Биография
Свои актёрские способности она начала демонстрировать ещё в школьных спектаклях. После окончания школы она переехала в Париж, где училась в Сорбоне. За годы учёбы она стала в хорошей степени владеть французским, немецким, испанским и итальянским языками. После смерти родителей она вернулась в США, где жила у дяди в Лос-Анджелесе.
В 1937 году Джо Аллен дебютировала на радио «NBC», и вскоре появился её персонаж Вера Вейг, с которой она участвовала в ряде радиопостановок. Персонаж стал настолько успешен и популярен, что актриса взяла себе псевдоним Вера Вог. В 1938 году стартовала её кинокарьера, и в последующие годы она снялась в десятке кинокартин, среди которых «Женщины» (1939), «Мелодии ранчо» (1940), «Проект для скандала» (1941) и «Могавк» (1956). Вейг также была частой гостьей на телевидении, появившись в сериалах «Мэверик», «Шоу Гейл Сторм» и «Сёрфсайд 6». Помимо этого актриса принимала участие в озвучивании мультфильмов «Спящая красавица» (1959) и «Меч в камне» (1963).
Вера Вейг трижды была замужем. От своего первого супруга, актёра Бартона Ярборо, с которым она развелась в 1931 году, она родила ребёнка. С 1931 по 1932 год она была замужем за Чарльзом Г. Кросби, а в 1943 году вышла замуж за продюсера Нормана Морелла, ставшего отцом её второго ребёнка. Вместе с мужем она уединилась в Санта-Барбаре, где умерла в 1974 году в возрасте 68 лет. Актриса удостоена двух звёзд на Голливудской аллее славы — за вклад в кино и радио.